# Lissonota rasilis
Lissonota rasilis là một loài tò vò trong họ Ichneumonidae.